# Men in Black: The Game
Men in Black: The Game, noto anche semplicemente come Men in Black, è un videogioco d'azione sviluppato nel 1997 dalla SouthPeak Interactive e pubblicato dalla Gigawatt Studios il 31 ottobre 1997 per Microsoft Windows. L'anno successivo il gioco fu convertito dalla Double Helix Games e pubblicato dalla Gremlin Interactive per Sony PlayStation, il 4 aprile 1998. Il videogioco è ispirato al film di fantascienza Men in Black.